# Imago
«Imago» (лат. «Образ») — третий полноформатный студийный альбом  пауэр-метал-группы Catharsis, вышел в 2002 году под лейблом Irond Records. Первый альбом после ухода Антона Ариха и прихода на его место Олега Мишина, который стал основным автором песен.
В 2003 году вышла русскоязычная версия этого альбома под названием «Има́го».

## Оригинальная версия
В альбом вошло 12 композиций:
1. 1’33'' Until… (01:36)  (music — Oleg Mission)
2. Imago (03:51)  (music — Oleg Mission, text — Vadim Avlasenko)
3. Heart of the World (04:13)  (music — Oleg Mission, text — Margarita Pushkina)
4. Shatter My Dreams (03:59)  (music — Oleg Mission, text — Vadim Avlasenko, Igor «Jeff» Polyakov)
5. Silence Flows… (04:49)  (music — Oleg Mission, text — Margarita Pushkina)
6. Chosen by Heaven (04:29)  (music — Oleg Mission, text — Vadim Avlasenko, Igor «Jeff» Polyakov)
7. Sunrise Beast (04:57)  (music — Oleg Mission, text — Margarita Pushkina)
8. Tarantul (Instrumental) (03:51)  (music — Oleg Mission)
9. Dancing in the Fire (04:08)  (music — Oleg Mission, text — Vadim Avlasenko)
10. Star Waterfall (04:12)  (music — Oleg Mission, text — Andrew Ischenko, Vadim Avlasenko, Igor «Jeff» Polyakov)
11. Crusader (04:53)  (music — Oleg Mission, text — Margarita Pushkina)
12. Follow The Sun (Bonus Track) (04:02)  (music — Oleg Mission, text — Vadim Avlasenko)

## Участники записи
- Олег Жиляков — вокал, бэк-вокал
- Игорь «Jeff» Поляков — ритм- и акустическая гитары
- Julia Red — клавишные
- Олег «Mission» Мишин — ведущая- и акустическая гитара, флейта
- Андрей Ищенко — ударные
- Александр Тимонин — бас-гитара

## Русскоязычная версия

### Список композиций
В альбоме — 12 композиций:
1. 1’33'' До… [remix] (02:10)  (музыка — Олег Мишин)
2. Имаго (03:51)  (музыка — Олег Мишин, слова — Вадим Авласенко)
3. Сердце мира (04:14)  (музыка — Олег Мишин, слова — Маргарита Пушкина)
4. Взорви мои сны (04:00)  (музыка — Олег Мишин, слова — Вадим Авласенко, Игорь «Jeff» Поляков)
5. Дальше — тишина… (04:50)  (музыка — Олег Мишин, слова — Маргарита Пушкина)
6. Избранный небом (04:31)  (музыка — Олег Мишин, слова — Вадим Авласенко, Игорь «Jeff» Поляков)
7. Рассветный зверь (04:51)  (музыка — Олег Мишин, слова — Маргарита Пушкина)
8. Тарантул [remix] (04:01)  (музыка — Олег Мишин)
9. Танцуй в огне (04:09)  (музыка — Олег Мишин, слова — Вадим Авласенко)
10. Звездопад (04:13)  (музыка — Олег Мишин, слова — Андрей Ищенко, Вадим Авласенко, Игорь «Jeff» Поляков)
11. Воин света (04:51)  (музыка — Олег Мишин, слова — Маргарита Пушкина)
12. Иди за солнцем (04:04)  (музыка — Олег Мишин, слова — Вадим Авласенко)

К альбому также прилагается видеоклип на песню «Имаго».

### Участники записи
- Олег Жиляков — вокал, бэк-вокал
- Игорь «Jeff» Поляков — ритм- и акустическая гитары
- Julia Red — клавишные
- Олег «Mission» Мишин — гитары, флейта
- Андрей Ищенко — ударные
- Александр Тимонин — бас-гитара

### Награды
- По итогам года журнала Dark City, альбом занял 2 место в номинации «Лучший российский альбом».[5]